# L'Album d'Images
Albums de Images
Le Sens du rythme
(1990)
Singles
1. Les Démons de minuit
Sortie : 1er juin 1986
2. Corps à corps
Sortie : décembre 1986
3. Le Cœur en exil
Sortie : juin 1987
4. Maîtresse
Sortie : novembre 1987
5. Quand la musique tourne
Sortie : 1988
6. L'Enfant des rizières
Sortie : 1988

L'Album d'Images est le premier album studio du groupe français Images, sorti en décembre 1987 sur le label Flarenasch. 
L'album a été certifié disque d'or en France, pour plus de 100 000 exemplaires vendus. Six chansons de l'album sont extraits en singles : Les Démons de minuit, qui a été le single le plus vendu de 1986 en France,,  Corps à corps, Le Cœur en exil, Maîtresse, Quand la musique tourne et L'Enfant des rizières.

## Liste des titres
| No  | Titre                                 | Paroles                               | Musique                                              | Durée |
| --- | ------------------------------------- | ------------------------------------- | ---------------------------------------------------- | ----- |
| 1.  | L'Enfant des rizières                 | Richard Seff                          | - Jean-Louis Pujade - Mario Ramsamy - Frédéric Locci | 5:05  |
| 2.  | Maîtresse                             | Seff                                  | - Pujade - Ramsamy - Locci                           | 3:58  |
| 3.  | Connection sur le réseau              | Seff                                  | - Pujade - Ramsamy - Locci                           | 4:00  |
| 4.  | Corps à corps                         | Seff                                  | - Pujade - Ramsamy - Locci                           | 3:55  |
| 5.  | Partir                                | Seff                                  | - Pujade - Ramsamy - Locci                           | 2:45  |
| 6.  | Quand la musique tourne               | Seff                                  | - Pujade - Ramsamy - Locci                           | 3:55  |
| 7.  | Même au paradis                       | Seff                                  | - Pujade - Ramsamy - Locci                           | 4:05  |
| 8.  | Le Cœur en exil                       | Seff                                  | - Pujade - Ramsamy - Locci                           | 5:15  |
| 9.  | Djiny Tack                            |                                       | - Pujade - Ramsamy - Locci                           | 2:48  |
| 10. | Les Démons de minuit (version longue) | - Stéphane Després - Philippe Mimouni | - Pujade - Christophe Després                        | 6:05  |

## Crédits
Images
- Mario Ramsamy – chant, guitare, arrangements
- Jean-Louis Pujade – batterie, arrangements
- Christophe Després – basse, arrangements

Production
- Richard Seff – réalisateur

Crédits adaptés des notes d'accompagnement.

## Classements et certifications

### Classements hebdomadaires
| Classement (1987–88)             | Meilleure position |
| -------------------------------- | ------------------ |
| Europe (European Hot 100 Albums) | 79                 |
| France (SNEP)                    | 24                 |

### Certification
| Pays                                                             | Certification | Ventes certifiées |
| ---------------------------------------------------------------- | ------------- | ----------------- |
| France (SNEP)                                                    | Or            | 100 000*          |
| *Ventes selon la certification xNon précisé par la certification |               |                   |